# Ramappa-Tempel

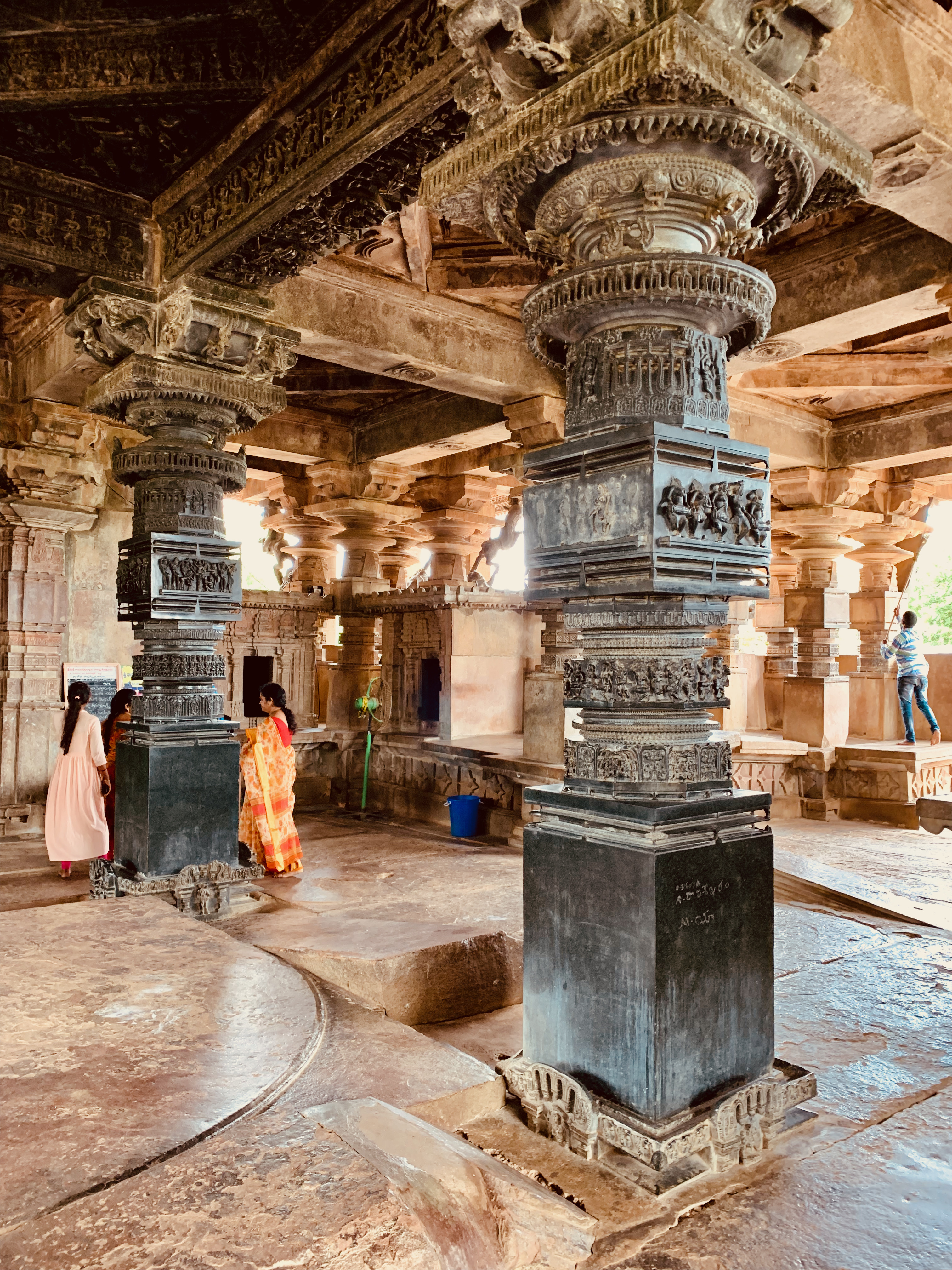
Pfeiler in der Vorhalle (mandapa)

Der Ramappa-Tempel (eigentlich Kakatiya-Rudreshwara-Tempel) ist der größte und bedeutendste einer Gruppe von insgesamt drei Hindutempeln beim ca. 2000 Einwohner zählenden Dorf Palampet im Distrikt Mulugu im südindischen Bundesstaat Telangana. Er gehört seit dem Jahr 2021 zum UNESCO-Weltkulturerbe.

## Lage
Der Tempelkomplex liegt etwa 1 km südlich des Dorfes Palampet beim ca. 8 km langen und maximal etwa 3 km breiten Ramappa Lake etwa 65 km (Fahrtstrecke) nordöstlich der ehemaligen Kakatiya-Hauptstadt Warangal in einer Höhe von ca. 225 m; die Millionenstadt Hyderabad ist ca. 210 km in südwestlicher Richtung entfernt.

## Geschichte
Eine Inschrift im Tempel bezeugt den Auftraggeber (General Recharla Rudra) und einen Baubeginn im Jahr 1213; der damals regierende Kakatiya-Herrscher war Ganapati. Die Fertigstellung erfolgte etwa 40 Jahre später. Auch der Name des Architekten und/oder Bildhauers wird genannt – es war ein gewisser Ramappa, über den ansonsten nichts bekannt ist. Marco Polo schildert im 3. Buch seines Reiseberichts seinen Besuch im Königreich Kakatiya (er nannte es Mutfilli) um das Jahr 1290 und bezeichnete den Ramappa-Tempel angeblich als den „leuchtendsten Stern im Universum der Tempel“. Aufgrund seiner abgelegenen Lage blieb das Bauwerk von Kriegszerstörungen verschont; lediglich Naturkräfte (Erdbeben, Unwetter etc.) machten ihm zu schaffen.

## Architektur
Der aus stark bearbeitetem Sandstein errichtete Haupttempel erhebt sich auf einer knapp 2 m hohen Plattform (jagati), auf der eine Umschreitung (pradakshina) des gesamten stark gegliederten Tempels möglich war. Der nochmals um mehrere Stufen erhöhte Tempel selbst besteht aus mehreren Bauteilen: Eine von drei Seiten aus zugängliche Vorhalle (mandapa) mit zahlreichen stark gegliederten Stützen führt über einen Eingangsbereich (antarala) zur dunklen Cella (garbhagriha) mit einem Shiva-Lingam. Darüber erhebt sich ein für Südindien typischer mehrfach gestufter pyramidaler Turmaufbau (vimana), dessen Spitze (wahrscheinlich eine Schirmkuppel) allerdings zerstört ist. Wie die Balkonöffnungen (jharokhas) beweisen, gibt es eine weitere Umgangsmöglichkeit im unteren Turmbereich.

## Skulptur
Während nahezu der gesamte Außenbau – mit Ausnahme der Tierfiguren an den Treppenaufgängen – figurenlos gestaltet ist, ist die Vorhalle (mandapa) reich mit fein behauenen Figuren und Figurenreliefs aus dunklem Dolerit versehen, die beide  in ihrer Art in der indischen Tempelbaukunst einmalig sind. Vorrangig zu nennen sind die beinahe vollplastischen gelängten Tänzerinnen, Musikantinnen und „Schönen Mädchen“ (surasundaris oder salabhanjikas) an den schräg gestellten Konsolsteinen (engl. brackets); auch Yali-Figuren sind zu finden. Weniger auffällig sind die kleinen Gruppenreliefs an den flachen Segmenten der Stützen, in denen Musikantinnen, aber auch mythologische Szenen etc. dargestellt werden.

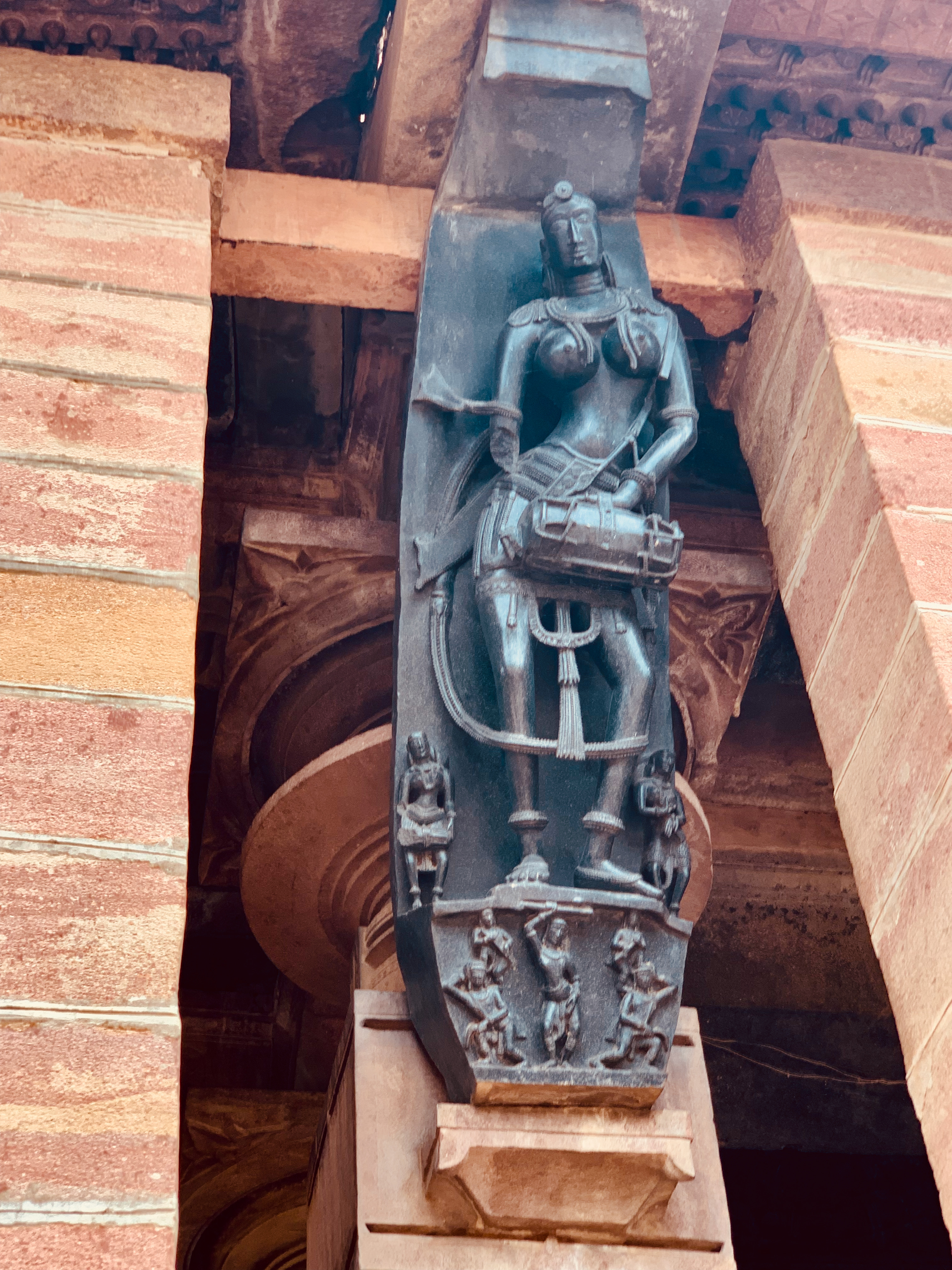
Musikantin mit Trommel
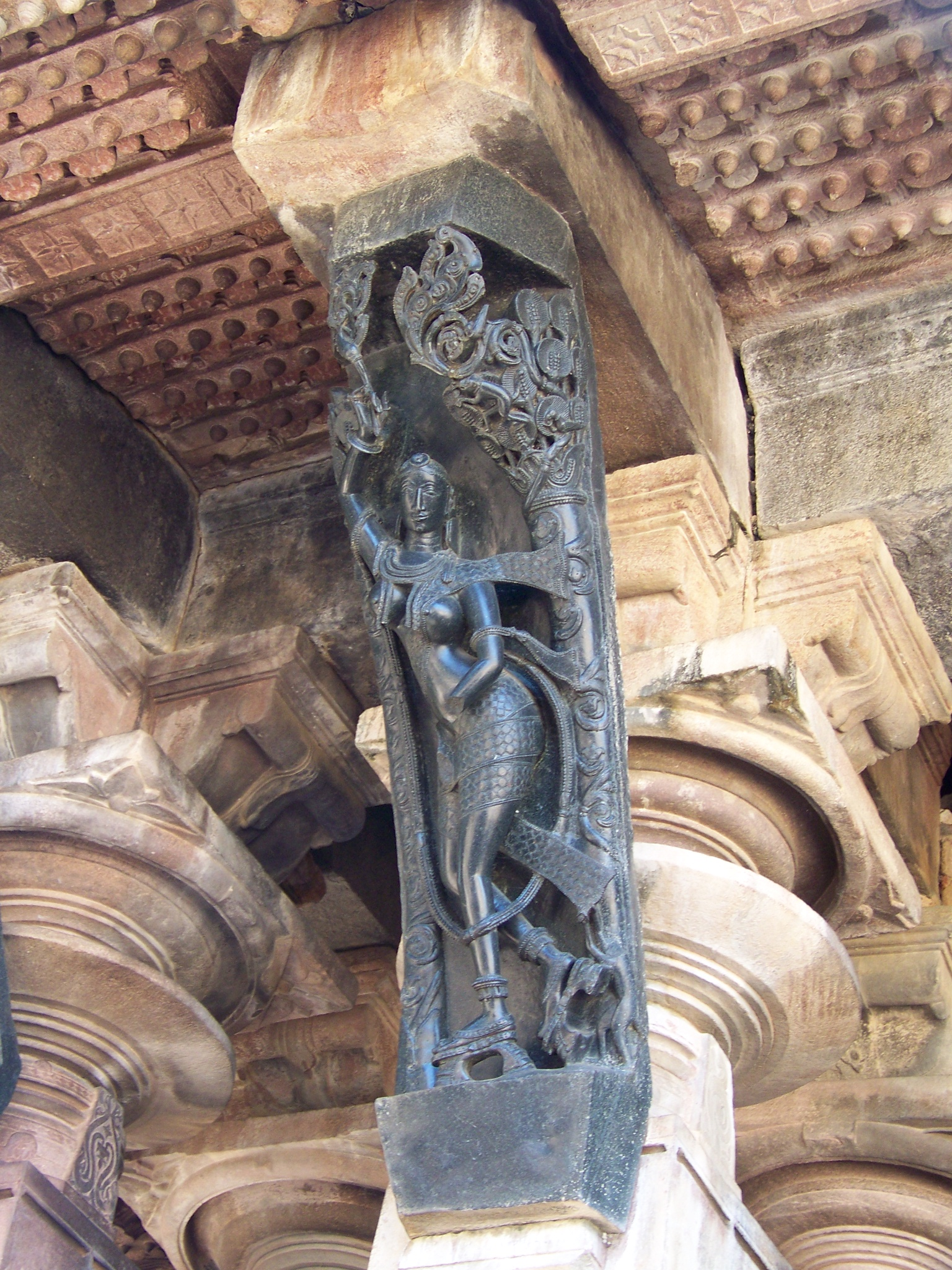
Salabhanjika mit Plateausandalen
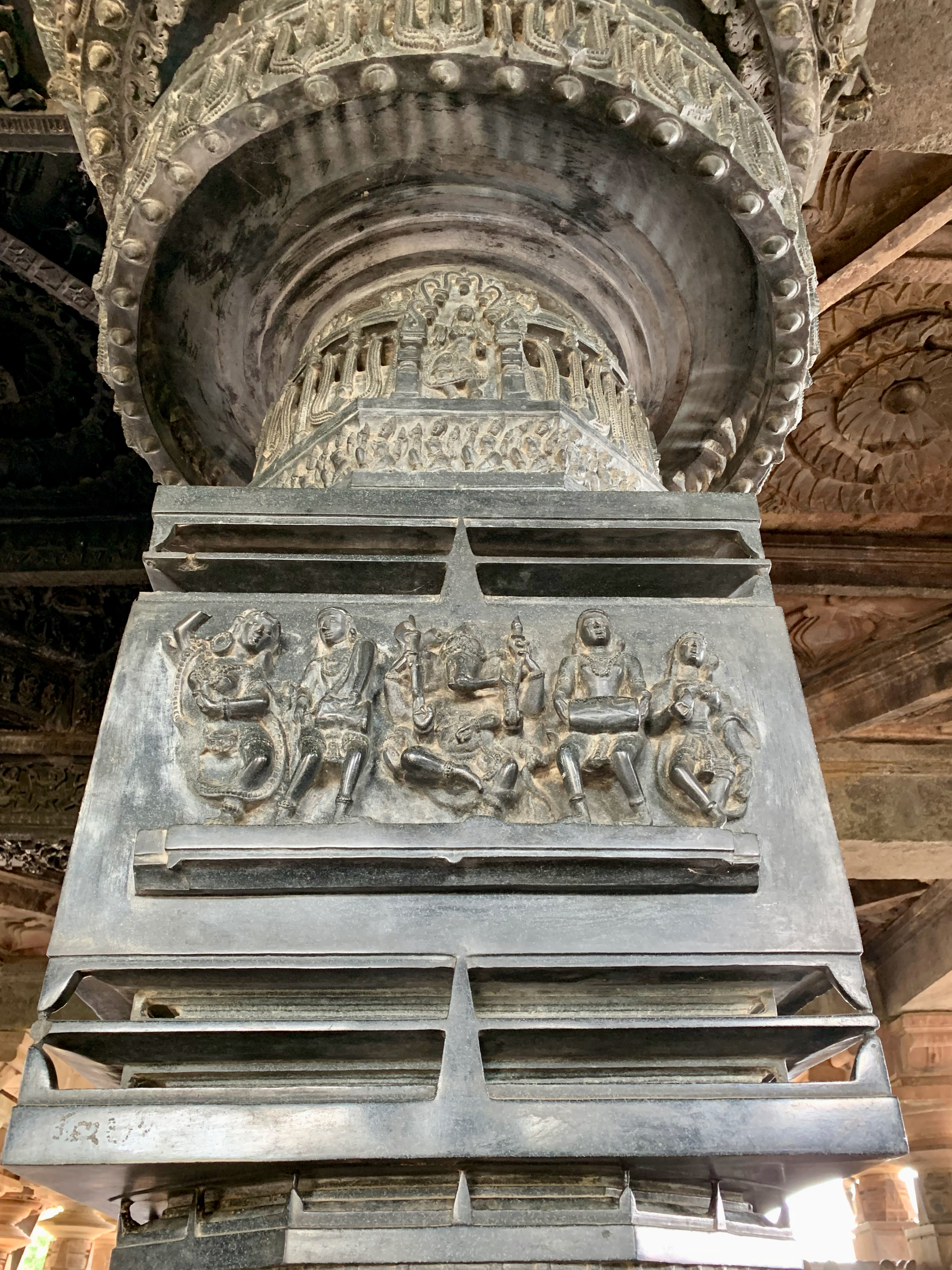
Musikantengruppe
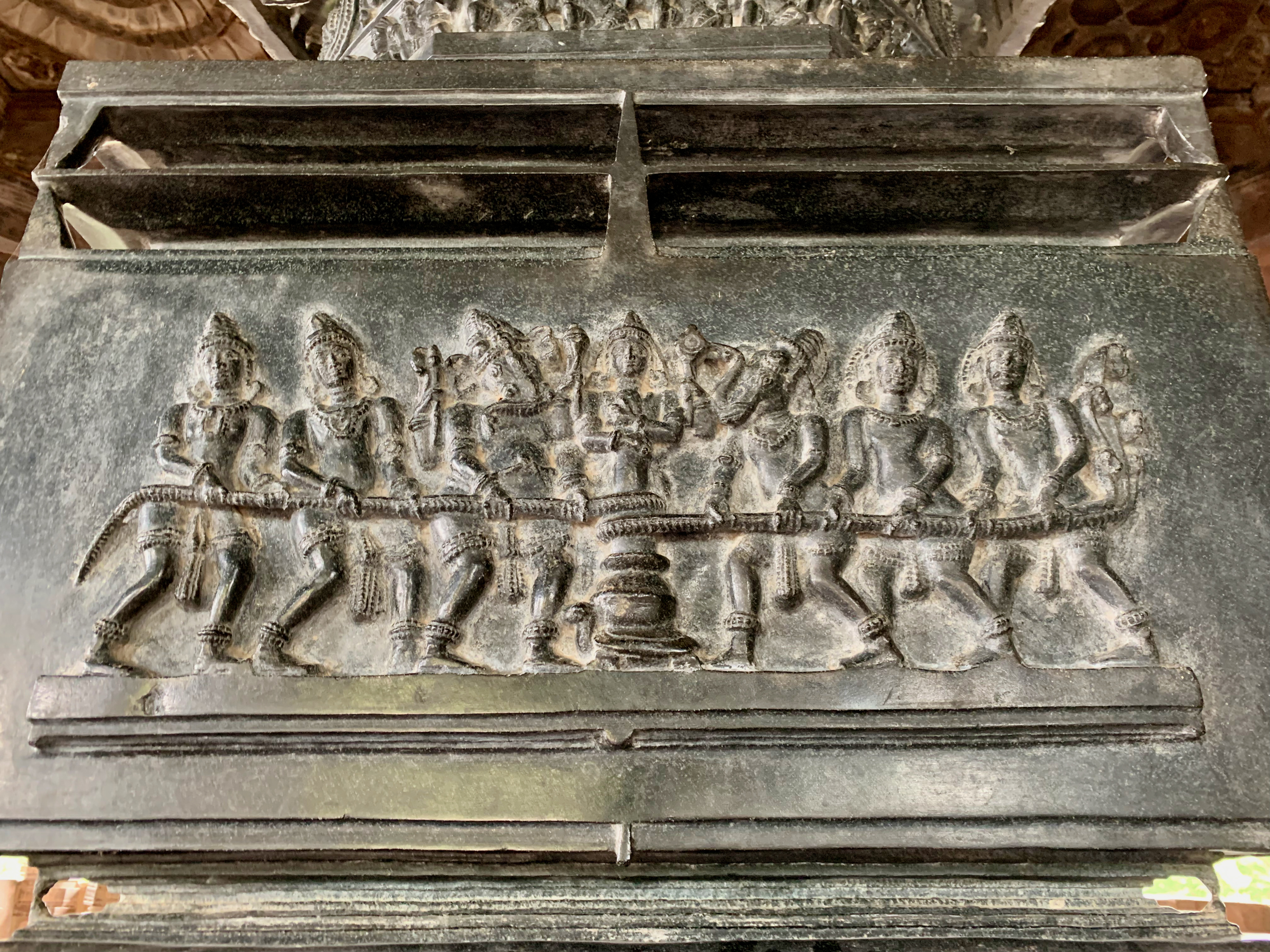
Schöpfungsmythos vom Quirlen des Milchozeans
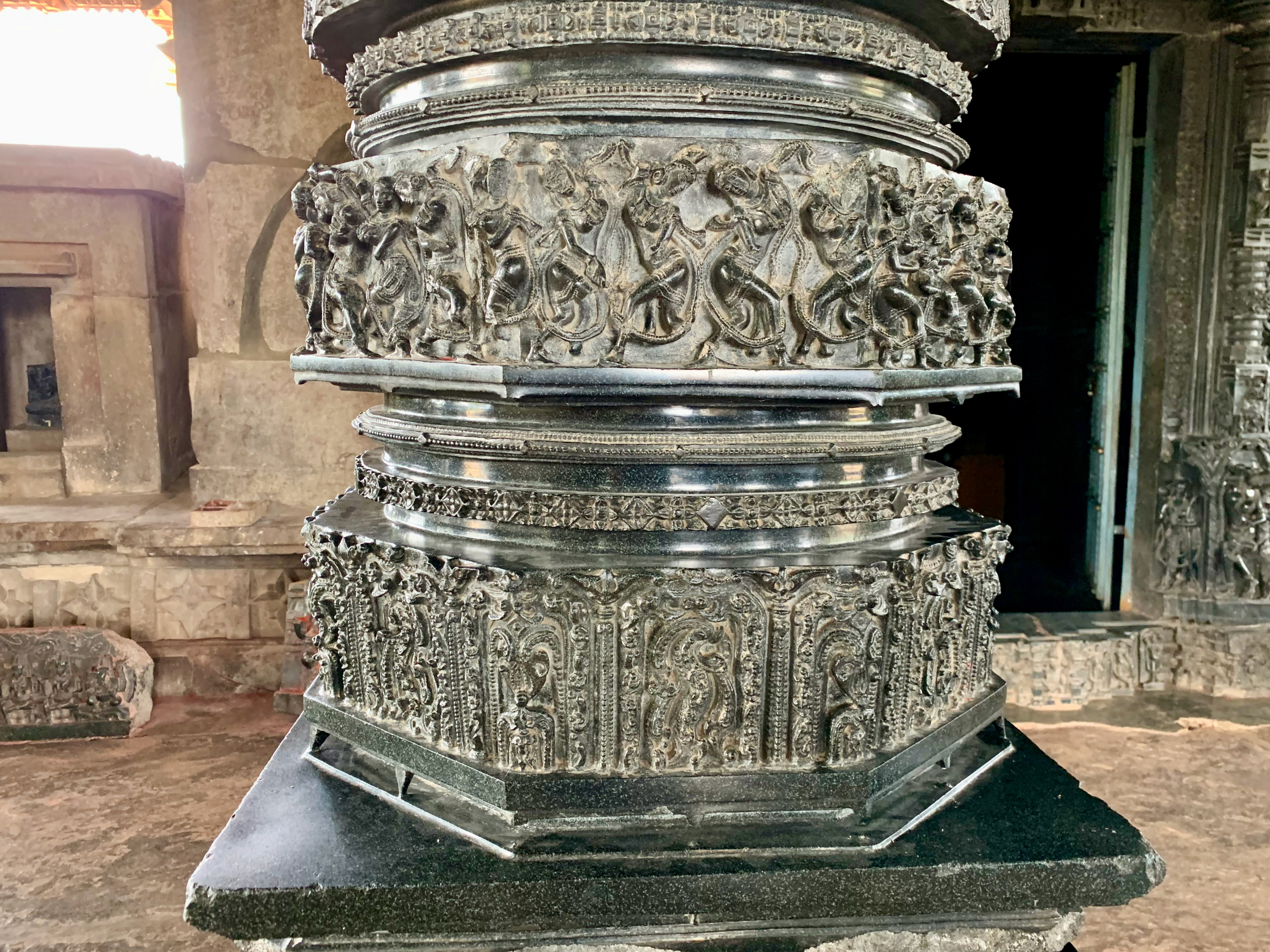
Pfeilerbasis mit Tanzreigen
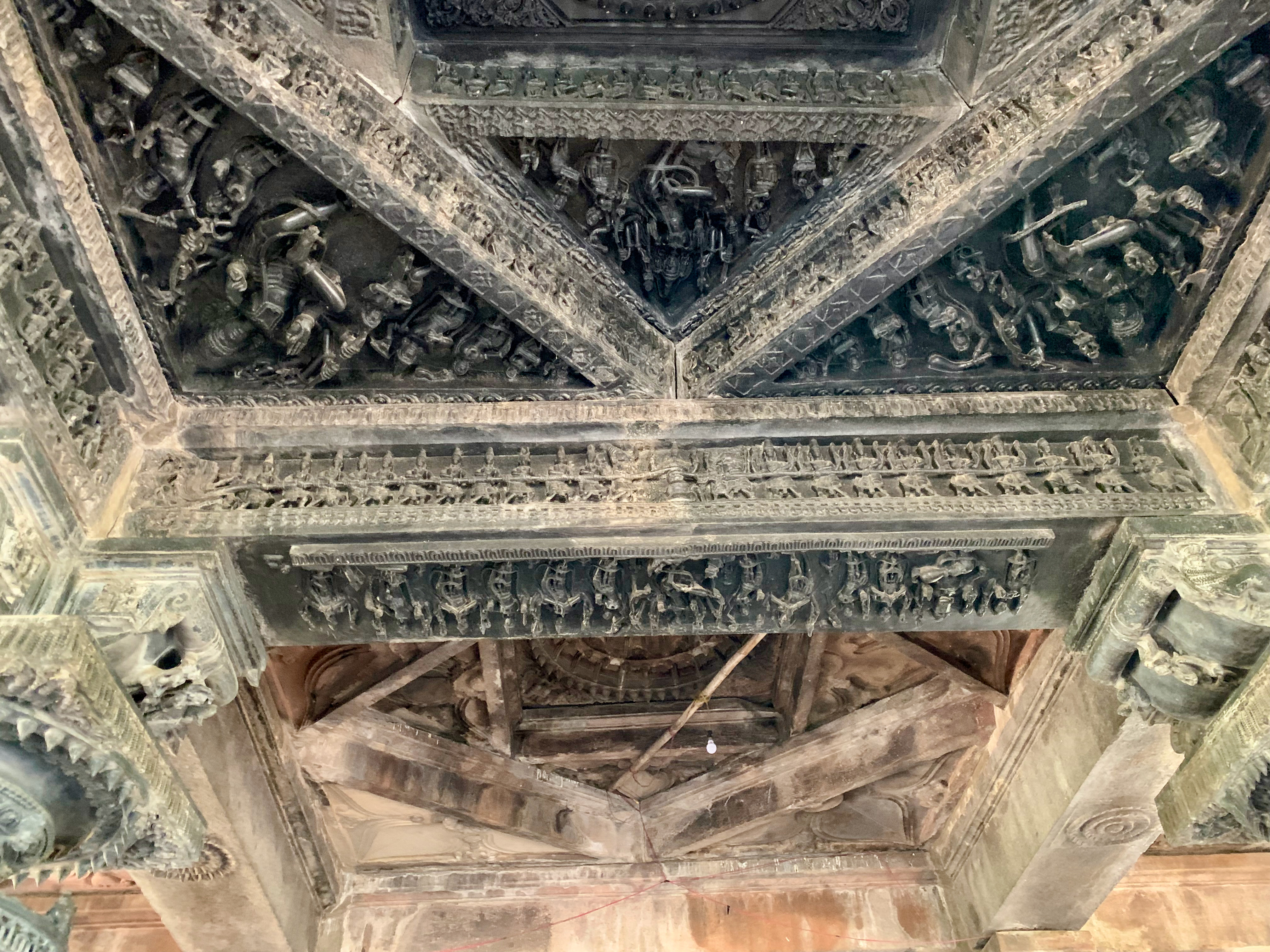
Deckendekor

## Nebentempel
- Der dem Haupttempel gegenüber liegende Nandi-Schrein enthält die Figur eines ca. 5 m langen und annähernd 3 m hohen liegenden schwarzen Bullen, der das Reittier (vahana) Shivas darstellt.
- Zwei weitere kleine Shiva-Tempel stehen seitlich des Haupttempels.